# دنی مندس
دنی مندس (اسپانیایی: Denny Méndez‎؛ زادهٔ ۲۰ ژوئیهٔ ۱۹۷۸) بازیگر و مدل اهل جمهوری دومینیکن است. از فیلم‌ها یا برنامه‌های تلویزیونی که وی در آن نقش داشته‌است، می‌توان به دوازده یار اوشن اشاره کرد.

## زندگی‌نامه
او در کودکی به همراه مادرش به مونته‌کاتینی ترمه ایتالیا نقل مکان کرد تا زندگی بهتری پیدا کنند. بسیاری از خاله‌های مندس به ایتالیا مهاجرت کرده و با شهروندان ایتالیایی ازدواج کرده بودند، و پس از طلاق مادر مندس از پدر بیولوژیکی دنی، مادرش به ایتالیا رفت و با مردی ایتالیایی که در تعطیلات در جمهوری دومینیکن با او آشنا شده بود، ازدواج کرد. مندس که آموزش رسمی مدلینگ ندیده بود، قبل از شرکت در مسابقه، در حال تحصیل برای راهنمای گردشگری بود.
انتخاب او به عنوان دوشیزهٔ ایتالیا در ۷ سپتامبر ۱۹۹۶ در شهر سالسوماجوره ترمه ایتالیا باعث یک رسوایی کوچک در سراسر کشور شد. این نخستین بار بود که زنی با تبار غیرایتالیایی به عنوان نماینده کشور در یک مسابقه زیبایی بین‌المللی انتخاب می‌شد و برخی از شهروندان ایتالیایی این موضوع را زنگ هشداری برای بستن مرزهای ایتالیا به روی مهاجرت بیشتر دانستند. دو عضو هیئت داوران به دلیل اظهار نظر مبنی بر اینکه یک زن سیاه‌پوست نمی‌تواند نماینده زیبایی ایتالیا باشد، تعلیق شدند. خبر اولین دوشیزهٔ شایسته سیاه‌پوست ایتالیا از طریق مجله محبوب آفریقایی-آمریکایی «جت» به میلیون‌ها نفر در خارج از کشور منتقل شد. نویسنده مقاله در نشریه آمریکایی «آمریکن آوتلوک» چنین نقل قول کرد:
«دنی مندز ... متولد جمهوری دومینیکن، پس از دریافت نه میلیون رای تلفنی از تماشاگران تلویزیونی به عنوان میس ایتالیا انتخاب شد.» نه میلیون ایتالیایی تنها با تماشای یک مسابقه زیبایی تلویزیونی و تماس برای رای دادن، منشأ نژادپرستی را شکستند! زیبایی واقعاً در چشم بیننده است و چشم‌های جهان امروز کاملاً قادر به دیدن فراتر از رنگ پوست هستند. انتخاب مردم ایتالیا دنی مندز بود، با وجود اعتراض یکی از مسئولان مسابقه که گفته بود: «یک دختر سیاه‌پوست نمی‌تواند دوشیزهٔ شایسته ایتالیا باشد. این در قوانین نیست.»
مندز پس از انتخاب به عنوان دوشیزهٔ شایسته ایتالیا، در پاسخ به جنجال‌ها چنین گفت:
«می‌دانم که من نماینده زیبایی ایتالیا نیستم، اما آن‌ها من را انتخاب کردند» او گفت، «پس من چه کار باید بکنم—رد کنم؟»
دنی به عنوان یکی از ۱۰ نیمه‌نهایی مسابقه دوشیزه جهان ۱۹۹۷ در میامی بیچ آمریکا در ۱۶ مه ۱۹۹۷ انتخاب شد. با اینکه در نیمه‌نهایی بالاترین امتیاز کلی را کسب کرد و در جایگاه اول به جمع شش نفر برتر راه یافت، پاسخ مصاحبه‌اش برای صعود به سه نفر نهایی کافی نبود. تاج در نهایت به ملکه زیبایی ایالات متحده آمریکا، بروک لی رسید. اما تبلیغات حاصل از این مسابقه به او کمک کرد تا در میان بسیاری از برندها و مجلات مطرح مد اروپا، قراردادهای مدلینگ به‌دست آورد.